# Alaa Hussein
Ala'a Hussein Ali Al-Jafayi Al-Yaber (en árabe: علاء حسين علي خفاجي الجابر ; nacido el 1º de enero de 1958), también conocido como Alaa Huseín, ejerció como el Primer ministro de un breve gobierno títere en Kuwait (la "República de Kuwait", entre el 4 y el 8 de agosto de 1990) durante las etapas iniciales de la Guerra del Golfo.
Ali posee las nacionalidades iraquí y kuwaití. Se crio en Kuwait y ha estudiado en Bagdad, donde fue un militante del gobernante Partido Baaz. Habiendo ostentado el grado de teniente en el ejército kuwaití con anterioridad a la invasión, Ali fue ascendido a coronel en Bagdad y puesto al frente de un gobierno títere de 9 miembros durante la invasión. Una semana después, Kuwait fue anexionado por Irak y Ali pasó a ser vice primer ministro de Irak. Después de la Operación Tormenta del Desierto, no se supo de él hasta 1998, cuando huyó a Noruega a través de Turquía con su familia bajo un nombre falso.
En 1993, Ali fue sentenciado in absentia a morir en la horca por traición al gobierno kuwaití. En enero de 2000 regresó a Kuwait en un intento de apelar su sentencia. El tribunal, sin embargo, confirmó nuevamente la culpabilidad de Ali por traición el 3 de mayo de 2000. En marzo de 2001, su sentencia fue conmutada a prisión perpetua.